# Henry Frendo
Henry Joseph Frendo (Sliema, 29 de agosto de 1948) es un historiador moderno, profesor en la Universidad de Malta desde 1992.

## Biografía
Creció en Floriana, estudió en la Universidad de Malta, la Universidad de Perugia y se doctoró en la Universidad de Oxford (1976).
Es columnista habitual en In-Nazzjon Taghna e It-Torca, ha sido editor en Storja, Journal of Mediterranean Studies, y ha colabrado en la radio y la televisión maltesas.
Ha trabajado también para ACNUR
Está casado con Margaret Debono y tienen una hija y dos hijos.

## Obra
- The European Mind: Narrative and Identity (Vol. I&II) (2010)
- Colonialismo e nazionalismo nel Mediterraneo. La lotta partitica a Malta durante l’occupazione inglese; tra assimilazione e resistenza (2009)
- Nerik Mizzi: The Formative Years (2009)
- Storja 1978–2008. 30th Anniversary Edition (2008)
- Patrijott Liberali Malti: Biografija ta’ Gorg Borg Olivier 1911-1980 (2005)
- Zmien l-Inglizi: Is-Seklu Dsatax (2004)
- The Press and the Media in Malta (2004)
- Europe Since 1945 (2001)
- The Origins of Maltese Statehood: A Case Study of Decolonization in the Mediterranean (1999)
- "Les Français à Malte, 1798-1800: réflexions sur une insurrection" (1999), 143-151
- Attard the Life of a Maltese Casale (1997)
- "L'Autonomie Locale Maltaise" (1996), 43-47
- Malta: Culture and Identity (1994)
- Maltese Political Development 1798-1964 (1993)
- Party Politics in a Fortress Colony: The Maltese Experience (1991)
- Malta's Quest for Independence (1989)
- The Popular Movement for a New Beginning (1981)
- Sette Giugno 1919 (1970)